# Meat Puppets II
Az 1983-as Meat Puppets II a Meat Puppets második nagylemeze. Zeneileg eltér debütáló lemezüktől, amelyre leginkább a hardcore jellemző. Több műfaj jegyei fellelhetők rajta: country-szerű rock (Magic Toy Missing, Climbing, Lost), lassú akusztikus dalok (Plateau, Oh Me), pszichedelikus gitáreffektek (Aurora Borealis), hard rock (Lake of Fire).
Az album szerepel az 1001 lemez, amit hallanod kell, mielőtt meghalsz könyvben, valamint a Pitchfork Media Az 1980-as évek legjobb albumai listáján.

## Az album dalai
|     | Cím                  | Szerző(k)     | Hossz |
| --- | -------------------- | ------------- | ----- |
| 1.  | Split Myself in Two  | Curt Kirkwood | 2:22  |
| 2.  | Magic Toy Missing    | Kirkwood      | 1:20  |
| 3.  | Lost                 | Kirkwood      | 3:24  |
| 4.  | Plateau              | Kirkwood      | 2:22  |
| 5.  | Aurora Borealis      | Kirkwood      | 2:44  |
| 6.  | We're Here           | Kirkwood      | 2:40  |
| 7.  | Climbing             | Kirkwood      | 2:41  |
| 8.  | New Gods             | Kirkwood      | 2:09  |
| 9.  | Oh, Me               | Kirkwood      | 2:59  |
| 10. | Lake of Fire         | Kirkwood      | 1:54  |
| 11. | I'm a Mindless Idiot | Kirkwood      | 2:26  |
| 12. | The Whistling Song   | Kirkwood      | 2:56  |

## Közreműködők
- Curt Krikwood – ének, gitár, művészi munka
- Cris Kirkwood – basszusgitár
- Derrick Bostrom – dob
- Spot – producer, hangmérnök

## Fordítás
Ez a szócikk részben vagy egészben a Meat Puppets II című angol Wikipédia-szócikk ezen változatának fordításán alapul.  Az eredeti cikk szerkesztőit annak laptörténete sorolja fel. Ez a jelzés csupán a megfogalmazás eredetét és a szerzői jogokat jelzi, nem szolgál a cikkben szereplő információk forrásmegjelöléseként.